# Do-can diary
『Do-can diary』（ドゥーキャン・ダイアリー）は、奥井雅美の2作目のライブ映像作品である。
1999年1月22日にVHSとLDが、2000年8月23日にDVDがスターチャイルド（キングレコード）から発売・販売された。

## 概要
- 内容は1998年10月4日に行われたMasami Okui Do-can Concert '98の東京公演の模様を、サイパン、ラスベガスでのプロモーションビデオの撮影風景、自身初となったロサンゼルスでのレコーディング風景、当時放送されていたラジオ「まっくんの E.B Club」の収録風景などを挿入しつつ進んでいき、後半はツアーで回った順番に発売直後のメモリアルライブから名古屋、大阪、東京公演の模様を少しずつ収録している。
- 前作『Ma-KING Concert'97』との重複を意識してか、実際に演奏された「naked mind」はカットされ、「邪魔はさせない」、「輪舞-revolution」、「Shake it」はフルコーラスで収録されていない。
- LD版はchapter.1〜9までをAサイド、chapter.10〜19までをBサイドに収録している。
- 19トラック目の「Never die」は2回目のアンコールで撮影された映像を元に作成されたプロモーションビデオである。

## 演奏会場
- 渋谷ON AIR WEST（1998年9月24日）
- 名古屋ダイアモンドホール （1998年9月27日）
- 大阪厚生年金会館中ホール（1998年10月3日）
- 東京厚生年金会館（1998年10月4日）

## 収録内容
1. -PROLOGUE- Makoon 〜1999〜
2. BIG-3
3. Kiss in the dark
4. EVE
5. -SAIPAN- Birth
6. -VEGAS & L.A.- 朱-AKA-
7. -RADIO- CLIMAX
8. 最高のGAMBLE
9. -RECORDING- Never die
10. -MAKING=concert- そうだ、ぜったい。
11. 恋しましょ ねばりましょ
12. 幸せって…
13. 邪魔はさせない
14. 輪舞-revolution
15. Shake it
16. 太陽の花
17. ビタミン 〜ぜったい、そうだ。〜
18. -EPILPOGUE- 誰かが 誰かを
19. -BONUS VIDEO CLIP- Never die

## 参加ミュージシャン
ROYAL STRAIGHTS
- ギター&バンドマスター：渡辺格
- ドラム：佐藤強一
- ベース：住吉中
- ギター：中川雅也
- キーボード：大平勉
- サックス：藤陵雅裕
- コーラス：松岡奈穂美
- コーラス：岩美幸子
- ダンサー：山城陽子
- ダンサー：稲垣亜矢

- テクノドラム：荻原勇
- テクノベース：佐藤秀樹

- ゲストベース：Goddess Yamabenz
- ゲストギター：市川祥治

- Never dieレコーディングドラマー：江口信夫